# Booty and the Beast
Booty and the Beast é um filme curta metragem estadunidense de 1953 do gênero Comédia, dirigido por Jules White. Foi o 145º de um total de 190 da série com os Três Patetas realizada entre 1934 e 1959 pela Columbia Pictures.

## Enredo
O carro dos Três Patetas quebra então eles vão até uma casa pedirem para usar o telefone. O homem parado na frente da porta (Kenneth MacDonald) lhes conta que perdeu as chaves então eles o ajudam a entrar na casa. Mas não sabem que esse homem na verdade não é o proprietário e sim um arrombador cuja intenção é roubar aquela casa. Depois dos Patetas explodirem o cofre, o arrombador foge com o dinheiro roubado dizendo que vai pegar o trem para Las Vegas. A polícia chega e os Patetas percebem que foram enganados. Conseguem escapar e pegam o trem, tentando deter o ladrão. Depois de muitas confusões acabam soltando um leão que estava preso no vagão de cargas. No final, o ladrão é preso.